# Kara filmfestival
Kara filmfestival, eller Karachis internationella filmfestival är en internationellt uppmärksammad filmfestival som sedan 2001 årligen hålls i Karachi, Pakistan under december månad. Filmfestivalen anordnas av KaraFilm Society. 